# Billy Talent II
Billy Talent II is het tweede album van de Canadese punkband Billy Talent. Het album kwam uit op 27 juni 2006 en kwam vrijwel direct op de eerste plaats in de Canadese en Duitse hitlijsten. Het nummer "Red Flag" is ook een deel van de soundtracks van de Electronic Arts video games Burnout Revenge, Burnout Legends en SSX on Tour.

## Lijst van nummers
1. "Devil in a Midnight Mass" – 3:00
2. "Red Flag" – 3:20
3. "This Suffering" – 3:57
4. "Worker Bees" – 3:44
5. "Pins and Needles" – 3:11
6. "Fallen Leaves" – 3:19
7. "Where Is the Line?" – 3:49
8. "Covered in Cowardice" – 4:12
9. "Surrender" – 4:06
10. "The Navy Song" – 4:31
11. "Perfect World" –  3:06
12. "Sympathy" – 3:18
13. "Burn the Evidence" – 3:40

### Bonusnummers
1. "Beachballs" – 3:51
2. "When I Was a Little Girl" – 2:11
3. "Ever Fallen in Love? (With Someone You Shouldn't've)" - (Buzzcocks cover, alleen bij aankoop in de iTunes Store)
4. "Fallen Leaves (Live)"

## Bandleden
- Ian D'Sa - gitaar, zang
- Jonathan Gallant - basgitaar
- Aaron Solowoniuk - drums
- Benjamin Kowalewicz - zang